# Soto (Las Regueras)
Soto (en asturiano y oficialmente, Sotu) es una parroquia del concejo asturiano de Las Regueras, en España, y una aldea de dicha parroquia. Su iglesia parroquial está dedicado a Santa María.
La parroquia alberga una población de 138 habitantes y ocupa una extensión de 5,61 km².

## Poblaciones
Según el nomenclátor de 2011, la parroquia está formada por las poblaciones de:
- Alcedo (Alcéu en asturiano) (lugar): 33 habitantes
- Pereda (casería): 27 habitantes
- Soto (Sotu) (aldea): 78 habitantes